# Dienstelle Reinhard
Dienstelle "Reinhard" – oddział wojskowy wywiadu radiowego Abwehry złożony z Estończyków i Niemców pod koniec II wojny światowej.

## Historia
W armii estońskiej w okresie przedwojennym istniał oddział wywiadu radiowego (tzw. Sekcja D) dowodzony przez kpt. Andresa Kalmusa. Prowadził on bliską współpracę z Abwehrą i Finami. Przed zajęciem Estonii przez Armię Czerwoną w poł. 1940 r., kpt. A. Kalmus ze swoimi podwładnymi wyjechał do Finlandii, gdzie rozpoczął służbę w fińskim wywiadzie. Po ogłoszeniu przez Finlandię rozejmu we wrześniu 1944 r., przybył do Niemiec. Wkrótce stanął na czele Hochstelle 3 (przemianowanego na Nachrichtenaufklärungstelle 6, a następnie Dienstelle "Reinhard"), działającego w okupowanym Tallinnie, które śledziło sowieckie transmisje radiowe w tej części frontu wschodniego. Było to tym bardziej ułatwione, że Sowieci zarzucili używanie uciążliwych kodów i nadawali prawie wszystkie swoje transmisje otwartym tekstem. W oddziale służyło początkowo - oprócz kpt. A. Kalmusa - 9 innych Estończyków (8 oficerów i 1 podoficer). Liczebność systematycznie wzrastała (doszła też grupa niemieckich żołnierzy z Waffen-SS). Ostatecznie oddział doszedł do ok. 120 ludzi. Nie mogli oni poruszać się w strefie przyfrontowej, aby nie wpadli w ręce nieprzyjaciela. W obliczu nacierających wojsk sowieckich oddział został przerzucony drogą morską do Prus Wschodnich. W poł. marca 1945 r. przeniósł się do Berlina, a następnie do południowej Austrii, gdzie dostał się do niewoli alianckiej.